# Campeonato Europeo de Balonmano Masculino Sub-18 de 2018
El Campeonato Europeo de Balonmano Masculino Sub-18 de 2018 fue la 14.ª edición del Campeonato Europeo de Balonmano Masculino Juvenil, y se celebró en Varaždin y Koprivnica, Croacia del 9 al 29 de agosto de 2018. Este torneo asigna diez plazas para el Campeonato Mundial de Balonmano Masculino Juvenil de 2019, además de Francia que ya se encuentra clasificado como campeón defensor.

## Sedes
Los partidos del torneo se jugaron en dos sedes, una en la ciudad de Varaždin y otra en Koprivnica.
| Arena Varaždin Capacidad: 5033 | Varaždin Koprivnica | SDG Gymnasium Fran Galovic Capacidad: 2200 |
|                                | Varaždin Koprivnica |                                            |

## Equipos clasificados
- Alemania
- Croacia
- Dinamarca
- Eslovenia
- España
- Francia
- Hungría
- Islandia
- Israel
- Noruega
- Polonia
- Portugal
- Rumania
- Rusia
- Serbia
- Suecia

## Sorteo
El sorteo fue realizado el 19 de febrero  de 2018 en Celje.
| Tarro 1                            | Tarro 2                          | Tarro 3                       | Tarro 4                        |
| ---------------------------------- | -------------------------------- | ----------------------------- | ------------------------------ |
| Francia Croacia Alemania Eslovenia | Dinamarca España Islandia Serbia | Suecia Portugal Rusia Noruega | Polonia Hungría Israel Rumania |

## Formato
Los 16 equipos se dividieron en 4 grupos de 4 equipos en donde disputaron 3 partidos para así enfrentarse todos contra todos. Los 2 mejores de cada grupo, alcanzan la Ronda Principal y los 2 restantes la Ronda Intermedia. En ambos casos se vuelven a formar grupos de 4 equipos cruzándose los grupos A con el B y C con el D. Se arrastra el resultado del partido jugado en el grupo original contra el equipo que haya clasificado a la misma ronda. Luego los 2 mejores de cada grupo de la Ronda Principal jugaran una llave de semifinales a eliminación directa con partido de 3 puesto para disputarse los primeros 4 lugares. Lo mismo sucederá con los 2 restantes de cada grupo para los puestos 5º-8º. Exactamente lo mismo sucederá con los grupos de la Ronda Intermedia, compitiendo los 2 mejores de cada grupo por los puestos 9º-12º y los 4 equipos restantes por los puestos 13º-16º. De esta manera todos los equipos jugarán 7 partidos y seguirán compitiendo hasta el final del torneo.

## Grupos
| Grupo A  | Grupo B   | Grupo C  | Grupo D   |
| -------- | --------- | -------- | --------- |
| Croacia  | Francia   | Alemania | Eslovenia |
| Serbia   | Dinamarca | España   | Islandia  |
| Portugal | Noruega   | Rusia    | Suecia    |
| Israel   | Rumania   | Hungría  | Polonia   |

## Ronda preliminar

### Grupo A
| Pos. | Equipo      | Pts. | PJ | G | E | P | GF | GC | Dif. | Clasificación    |
| ---- | ----------- | ---- | -- | - | - | - | -- | -- | ---- | ---------------- |
| 1    | Croacia (H) | 9    | 3  | 3 | 0 | 0 | 94 | 68 | +26  | Ronda Principal  |
| 2    | Serbia      | 4    | 3  | 1 | 1 | 1 | 70 | 73 | −3   | Ronda Principal  |
| 3    | Portugal    | 3    | 3  | 1 | 0 | 2 | 71 | 86 | −15  | Ronda Intermedia |
| 4    | Israel      | 1    | 3  | 0 | 1 | 2 | 76 | 84 | −8   | Ronda Intermedia |

 Fuente: EHF
Criterios de clasificación: 1) puntos; 2) puntos entre sí; 3) diferencia de gol entre sí; 4) goles a favor entre sí; 5) diferencia de gol.
| Fecha | Hora | Local | Resultado | Visitante | Reporte       |
| ----- | ---- | ----- | --------- | --------- | ------------- |
|       |      |       |           |           | SER-ISR — PDF |
|       |      |       |           |           | CRO-POR — PDF |
|       |      |       |           |           | POR-SER — PDF |
|       |      |       |           |           | ISR-CRO — PDF |
|       |      |       |           |           | POR-ISR — PDF |
|       |      |       |           |           | CRO-SER — PDF |

### Grupo B
| Pos. | Equipo    | Pts. | PJ | G | E | P | GF | GC | Dif. | Clasificación    |
| ---- | --------- | ---- | -- | - | - | - | -- | -- | ---- | ---------------- |
| 1    | Dinamarca | 9    | 3  | 3 | 0 | 0 | 78 | 67 | +11  | Ronda Principal  |
| 2    | Francia   | 4    | 3  | 1 | 1 | 1 | 81 | 83 | −2   | Ronda Principal  |
| 3    | Noruega   | 3    | 3  | 1 | 0 | 2 | 82 | 88 | −6   | Ronda Intermedia |
| 4    | Rumania   | 1    | 3  | 0 | 1 | 2 | 80 | 83 | −3   | Ronda Intermedia |

 Fuente: EHF
Criterios de clasificación: 1) puntos; 2) puntos entre sí; 3) diferencia de gol entre sí; 4) goles a favor entre sí; 5) diferencia de gol.
| Fecha | Hora | Local | Resultado | Visitante | Reporte       |
| ----- | ---- | ----- | --------- | --------- | ------------- |
|       |      |       |           |           | FRA-NOR — PDF |
|       |      |       |           |           | DEN-ROU — PDF |
|       |      |       |           |           | ROU-FRA — PDF |
|       |      |       |           |           | NOR-DEN — PDF |
|       |      |       |           |           | FRA-DEN — PDF |
|       |      |       |           |           | NOR-ROU — PDF |

### Grupo C
| Pos. | Equipo   | Pts. | PJ | G | E | P | GF | GC | Dif. | Clasificación    |
| ---- | -------- | ---- | -- | - | - | - | -- | -- | ---- | ---------------- |
| 1    | Alemania | 9    | 3  | 3 | 0 | 0 | 75 | 60 | +15  | Ronda Principal  |
| 2    | España   | 3    | 3  | 1 | 0 | 2 | 73 | 62 | +11  | Ronda Principal  |
| 3    | Hungría  | 3    | 3  | 1 | 0 | 2 | 65 | 74 | −9   | Ronda Intermedia |
| 4    | Rusia    | 3    | 3  | 1 | 0 | 2 | 61 | 78 | −17  | Ronda Intermedia |

 Fuente: EHF
Criterios de clasificación: 1) puntos; 2) puntos entre sí; 3) diferencia de gol entre sí; 4) goles a favor entre sí; 5) diferencia de gol.
Notas:
1. 1 2 3  España 2 Pts, +14 DG; Hungría 2 Pts, +2 DG; Rusia 2 Pts, –16 DG

| Fecha | Hora | Local | Resultado | Visitante | Reporte       |
| ----- | ---- | ----- | --------- | --------- | ------------- |
|       |      |       |           |           | GER-RUS — PDF |
|       |      |       |           |           | ESP-HUN — PDF |
|       |      |       |           |           | HUN-GER — PDF |
|       |      |       |           |           | RUS-ESP — PDF |
|       |      |       |           |           | GER-ESP — PDF |
|       |      |       |           |           | RUS-HUN — PDF |

### Grupo D
| Pos. | Equipo   | Pts. | PJ | G | E | P | GF | GC | Dif. | Clasificación    |
| ---- | -------- | ---- | -- | - | - | - | -- | -- | ---- | ---------------- |
| 1    | Islandia | 9    | 3  | 3 | 0 | 0 | 82 | 68 | +14  | Ronda Principal  |
| 2    | Suecia   | 6    | 3  | 2 | 0 | 1 | 87 | 80 | +7   | Ronda Principal  |
| 3    | Portugal | 3    | 3  | 1 | 0 | 2 | 77 | 79 | −2   | Ronda Intermedia |
| 4    | Polonia  | 0    | 3  | 0 | 0 | 3 | 72 | 91 | −19  | Ronda Intermedia |

 Fuente: EHF
Criterios de clasificación: 1) puntos; 2) puntos entre sí; 3) diferencia de gol entre sí; 4) goles a favor entre sí; 5) diferencia de gol.
| Fecha | Hora | Local | Resultado | Visitante | Reporte       |
| ----- | ---- | ----- | --------- | --------- | ------------- |
|       |      |       |           |           | SLO-SWE — PDF |
|       |      |       |           |           | ISL-POL — PDF |
|       |      |       |           |           | POL-SLO — PDF |
|       |      |       |           |           | SWE-ISL — PDF |
|       |      |       |           |           | SLO-ISL — PDF |
|       |      |       |           |           | SWE-POL — PDF |

## Ronda Intermedia

### Grupo I1
| Pos. | Equipo   | Pts. | PJ | G | E | P | GF | GC | Dif. | Clasificación       |
| ---- | -------- | ---- | -- | - | - | - | -- | -- | ---- | ------------------- |
| 1    | Noruega  | 9    | 3  | 3 | 0 | 0 | 93 | 77 | +16  | Semifinales 9º-12º  |
| 2    | Portugal | 6    | 3  | 2 | 0 | 1 | 87 | 83 | +4   | Semifinales 9º-12º  |
| 3    | Israel   | 3    | 3  | 1 | 0 | 2 | 75 | 91 | −16  | Semifinales 13º-16º |
| 4    | Rumania  | 0    | 3  | 0 | 0 | 3 | 85 | 89 | −4   | Semifinales 13º-16º |

 Fuente: EHF
Criterios de clasificación: 1) puntos; 2) puntos entre sí; 3) diferencia de gol entre sí; 4) goles a favor entre sí; 5) diferencia de gol.
| Fecha | Hora | Local | Resultado | Visitante | Reporte  |
| ----- | ---- | ----- | --------- | --------- | -------- |
|       |      |       |           |           | [] — PDF |
|       |      |       |           |           | [] — PDF |
|       |      |       |           |           | [] — PDF |
|       |      |       |           |           | [] — PDF |

### Grupo I2
| Pos. | Equipo    | Pts. | PJ | G | E | P | GF | GC | Dif. | Clasificación       |
| ---- | --------- | ---- | -- | - | - | - | -- | -- | ---- | ------------------- |
| 1    | Hungría   | 6    | 3  | 2 | 0 | 1 | 84 | 66 | +18  | Semifinales 9º-12º  |
| 2    | Eslovenia | 6    | 3  | 2 | 0 | 1 | 81 | 72 | +9   | Semifinales 9º-12º  |
| 3    | Rusia     | 6    | 3  | 2 | 0 | 1 | 74 | 80 | −6   | Semifinales 13º-16º |
| 4    | Polonia   | 0    | 3  | 0 | 0 | 3 | 68 | 89 | −21  | Semifinales 13º-16º |

 Fuente: EHF
Criterios de clasificación: 1) puntos; 2) puntos entre sí; 3) diferencia de gol entre sí; 4) goles a favor entre sí; 5) diferencia de gol.
Notas:
1. 1 2 3  Hungría 2 Pts, +8 PD; Eslovenia 2 Pts, –1 PD; Rusia 2 Pts, –7 PD

| Fecha | Hora | Local | Resultado | Visitante | Reporte  |
| ----- | ---- | ----- | --------- | --------- | -------- |
|       |      |       |           |           | [] — PDF |
|       |      |       |           |           | [] — PDF |
|       |      |       |           |           | [] — PDF |
|       |      |       |           |           | [] — PDF |

## Ronda Principal

### Grupo M1
| Pos. | Equipo      | Pts. | PJ | G | E | P | GF | GC | Dif. | Clasificación     |
| ---- | ----------- | ---- | -- | - | - | - | -- | -- | ---- | ----------------- |
| 1    | Dinamarca   | 9    | 3  | 3 | 0 | 0 | 75 | 65 | +10  | Semifinales       |
| 2    | Croacia (H) | 6    | 3  | 2 | 0 | 1 | 72 | 62 | +10  | Semifinales       |
| 3    | Francia     | 3    | 2  | 1 | 0 | 1 | 72 | 75 | −3   | Semifinales 5º-8º |
| 4    | Serbia      | 0    | 2  | 0 | 0 | 2 | 70 | 87 | −17  | Semifinales 5º-8º |

 Fuente: EHF
Criterios de clasificación: 1) puntos; 2) puntos entre sí; 3) diferencia de gol entre sí; 4) goles a favor entre sí; 5) diferencia de gol.
| Fecha | Hora | Local | Resultado | Visitante | Reporte  |
| ----- | ---- | ----- | --------- | --------- | -------- |
|       |      |       |           |           | [] — PDF |
|       |      |       |           |           | [] — PDF |
|       |      |       |           |           | [] — PDF |
|       |      |       |           |           | [] — PDF |

### Grupo M2
| Pos. | Equipo   | Pts. | PJ | G | E | P | GF | GC | Dif. | Clasificación     |
| ---- | -------- | ---- | -- | - | - | - | -- | -- | ---- | ----------------- |
| 1    | Islandia | 6    | 3  | 2 | 0 | 1 | 79 | 79 | 0    | Semifinales       |
| 2    | Suecia   | 6    | 3  | 2 | 0 | 1 | 82 | 83 | −1   | Semifinales       |
| 3    | Alemania | 3    | 3  | 1 | 0 | 2 | 74 | 75 | −1   | Semifinales 5º-8º |
| 4    | España   | 3    | 3  | 1 | 0 | 2 | 82 | 80 | +2   | Semifinales 5º-8º |

 Fuente: EHF
Criterios de clasificación: 1) puntos; 2) puntos entre sí; 3) diferencia de gol entre sí; 4) goles a favor entre sí; 5) diferencia de gol.
Notas:
1. 1 2  Islandia 29–24 Suecia
2. 1 2  Alemania 25–22 España

| Fecha | Hora | Local | Resultado | Visitante | Reporte  |
| ----- | ---- | ----- | --------- | --------- | -------- |
|       |      |       |           |           | [] — PDF |
|       |      |       |           |           | [] — PDF |
|       |      |       |           |           | [] — PDF |
|       |      |       |           |           | [] — PDF |

## Ronda Final

### Llaves
- Llave de campeonato

|  | Semifinales         | Semifinales         |    |                     | Final               | Final |  |
|  |                     |                     |    |                     |                     |       |  |
|  | 17 de julio de 2018 |                     |    |                     |                     |       |  |
|  | Dinamarca           | 22                  |    |                     |                     |       |  |
|  | Suecia              | 31                  |    |                     |                     |       |  |
|  |                     |                     |    |                     |                     |       |  |
|  |                     |                     |    |                     | 17 de julio de 2018 |       |  |
|  |                     |                     |    |                     | Suecia              | 32    |  |
|  |                     | Islandia            | 27 |                     |                     |       |  |
|  |                     |                     |    |                     |                     |       |  |
|  |                     |                     |    |                     |                     |       |  |
|  |                     |                     |    |                     | Tercer puesto       |       |  |
|  | 17 de julio de 2018 | 17 de julio de 2018 |    | 17 de julio de 2018 | 17 de julio de 2018 |       |  |
|  | Islandia            | 30                  |    | Dinamarca           | 26                  |       |  |
|  | Croacia             | 26                  |    |                     | Croacia             | 24    |  |

- Llave de noveno puesto

|  | Semifinales 9º-12º  | Semifinales 9º-12º  |    |                     | Noveno puesto       | Noveno puesto |  |
|  |                     |                     |    |                     |                     |               |  |
|  | 17 de julio de 2018 |                     |    |                     |                     |               |  |
|  | Noruega             | 19                  |    |                     |                     |               |  |
|  | Eslovenia           | 28                  |    |                     |                     |               |  |
|  |                     |                     |    |                     |                     |               |  |
|  |                     |                     |    |                     | de julio de 2018    |               |  |
|  |                     |                     |    |                     | Eslovenia           | 26            |  |
|  |                     | Hungría             | 23 |                     |                     |               |  |
|  |                     |                     |    |                     |                     |               |  |
|  |                     |                     |    |                     |                     |               |  |
|  |                     |                     |    |                     | Undécimo puesto     |               |  |
|  | 17 de julio de 2018 | 17 de julio de 2018 |    | 17 de julio de 2018 | 17 de julio de 2018 |               |  |
|  | Hungría             | 24                  |    | Noruega             | 28                  |               |  |
|  | Portugal            | 22                  |    |                     | Portugal            | 24            |  |

- Llave de quinto puesto

|  | Semifinales 5º-8º   | Semifinales 5º-8º   |    |                     | Quinto puesto       | Quinto puesto |  |
|  |                     |                     |    |                     |                     |               |  |
|  | 17 de julio de 2018 |                     |    |                     |                     |               |  |
|  | Francia             | 20                  |    |                     |                     |               |  |
|  | España              | 23                  |    |                     |                     |               |  |
|  |                     |                     |    |                     |                     |               |  |
|  |                     |                     |    |                     | 17 de julio de 2018 |               |  |
|  |                     |                     |    |                     | España              | 28            |  |
|  |                     | Alemania            | 26 |                     |                     |               |  |
|  |                     |                     |    |                     |                     |               |  |
|  |                     |                     |    |                     |                     |               |  |
|  |                     |                     |    |                     | séptimo puesto      |               |  |
|  | 17 de julio de 2018 | 17 de julio de 2018 |    | 17 de julio de 2018 | 17 de julio de 2018 |               |  |
|  | Alemania            | 32                  |    | Francia             | 39                  |               |  |
|  | Serbia              | 27                  |    |                     | Serbia              | 23            |  |

- Llave de decimotercer puesto

|  | Semifinales 13º-16º | Semifinales 13º-16º |    |                     | Decimotercer puesto | Decimotercer puesto |  |
|  |                     |                     |    |                     |                     |                     |  |
|  | 17 de julio de 2018 |                     |    |                     |                     |                     |  |
|  | Israel              | 30'                 |    |                     |                     |                     |  |
|  | Polonia             | 20                  |    |                     |                     |                     |  |
|  |                     |                     |    |                     |                     |                     |  |
|  |                     |                     |    |                     | 17 de julio de 2018 |                     |  |
|  |                     |                     |    |                     | Israel              | 21                  |  |
|  |                     | Rusia               | 26 |                     |                     |                     |  |
|  |                     |                     |    |                     |                     |                     |  |
|  |                     |                     |    |                     |                     |                     |  |
|  |                     |                     |    |                     | Decimoquinto puesto |                     |  |
|  | 17 de julio de 2018 | 17 de julio de 2018 |    | 17 de julio de 2018 | 17 de julio de 2018 |                     |  |
|  | Rusia               | 35                  |    | Polonia             | 39                  |                     |  |
|  | Rumania             | 26                  |    |                     | Rumania             | 28                  |  |

### Semifinales por el decimotercer puesto
| Fecha    | Hora  | Local  | Resultado | Visitante | Reporte |
| -------- | ----- | ------ | --------- | --------- | ------- |
| 17-08-18 | 13:00 | Israel | 30-20     | Polonia   |         |
| 17-08-18 | 15:30 | Rusia  | 35-26     | Rumania   |         |

### Semifinales por el noveno puesto
| Fecha    | Hora  | Local   | Resultado | Visitante | Reporte |
| -------- | ----- | ------- | --------- | --------- | ------- |
| 17-08-18 | 18:00 | Noruega | 19-28     | Eslovenia |         |
| 17-08-18 | 20:30 | Hungría | 24-22     | Portugal  |         |

### Semifinales por el quinto puesto
| Fecha    | Hora  | Local    | Resultado | Visitante | Reporte |
| -------- | ----- | -------- | --------- | --------- | ------- |
| 17-08-18 | 13:00 | Francia  | 20-23     | España    |         |
| 17-08-18 | 15:30 | Alemania | 32-27     | Serbia    |         |

### Semifinales
| Fecha    | Hora  | Local     | Resultado | Visitante | Reporte |
| -------- | ----- | --------- | --------- | --------- | ------- |
| 17-08-18 | 18:00 | Dinamarca | 22-31     | Suecia    |         |
| 17-08-18 | 20:30 | Islandia  | 30-26     | Croacia   |         |

### Decimoquinto puesto
| Fecha    | Hora  | Local   | Resultado | Visitante | Reporte |
| -------- | ----- | ------- | --------- | --------- | ------- |
| 18-08-18 | 13:00 | Polonia | 39-28     | Rumania   |         |

### Decimotercer puesto
| Fecha    | Hora  | Local  | Resultado | Visitante | Reporte |
| -------- | ----- | ------ | --------- | --------- | ------- |
| 18-08-18 | 15:30 | Israel | 21-26     | Rusia     |         |

### Undécimo puesto
| Fecha    | Hora  | Local   | Resultado | Visitante | Reporte |
| -------- | ----- | ------- | --------- | --------- | ------- |
| 18-08-18 | 18:00 | Noruega | 28-24     | Portugal  |         |

### Noveno puesto
| Fecha    | Hora  | Local     | Resultado | Visitante | Reporte |
| -------- | ----- | --------- | --------- | --------- | ------- |
| 18-08-18 | 20:30 | Eslovenia | 26-23     | Hungría   |         |

### Séptimo puesto
| Fecha    | Hora  | Local   | Resultado | Visitante | Reporte |
| -------- | ----- | ------- | --------- | --------- | ------- |
| 19-08-18 | 10:00 | Francia | 39-23     | Serbia    |         |

### Quinto puesto
| Fecha    | Hora  | Local  | Resultado | Visitante | Reporte |
| -------- | ----- | ------ | --------- | --------- | ------- |
| 19-08-18 | 12:30 | España | 28-26     | Alemania  |         |

### Tercer puesto
| Fecha    | Hora  | Local     | Resultado | Visitante | Reporte |
| -------- | ----- | --------- | --------- | --------- | ------- |
| 19-08-18 | 15:00 | Dinamarca | 26-24     | Croacia   |         |

### Final
| Fecha    | Hora  | Local  | Resultado | Visitante | Reporte |
| -------- | ----- | ------ | --------- | --------- | ------- |
| 19-08-18 | 17:30 | Suecia | 32-27     | Islandia  |         |

## Medallero
| Suecia | Suecia | Islandia | Islandia | Dinamarca | Dinamarca |
|        | PO     |          | PO       |           | PO        |
|        | PO     |          | PO       |           | PO        |
|        | EI     |          | EI       |           | EI        |
|        | EI     |          | EI       |           | EI        |
|        | EI     |          | LI       |           | LI        |
|        | LI     |          | LI       |           | LI        |
|        | LI     |          | LI/CE    |           | LI        |
|        | LI     |          | CE       |           | CE        |
|        | CE     |          | CE       |           | CE        |
|        | CE     |          | LD       |           | CE        |
|        | CE     |          | LD       |           | LD        |
|        | LD     |          | ED       |           | ED        |
|        | LD     |          | ED       |           | ED        |
|        | ED     |          | PI       |           | PI        |
|        | ED     |          | PI       |           | PI        |
|        | ED     |          | PI       |           | PI        |
|        | PI     |          |          |           |           |
|        | PI     |          |          |           |           |
|        | PI     |          |          |           |           |
|        | DT     |          | DT       |           |           |
|        |        |          |          |           |           |

PO = Porter/Arquero - EI = Extremo Izquierdo, LI = Lateral Izquierdo, CE = Central, LD = Lateral Derecho, ED = Extremo Derecho, PI = Pívot, DT = Director Técnico

## Estadísticas

### Clasificación general
| P  | Equipo    |
| -- | --------- |
|    | Suecia    |
|    | Islandia  |
|    | Dinamarca |
| 4  | Croacia   |
| 5  | España    |
| 6  | Alemania  |
| 7  | Francia   |
| 8  | Serbia    |
| 9  | Eslovenia |
| 10 | Hungría   |
| 11 | Noruega   |
| 12 | Portugal  |
| 13 | Rusia     |
| 14 | Israel    |
| 15 | Polonia   |
| 16 | Rumania   |

|  | Equipos clasificados al Campeonato mundial de balonmano masculino juvenil de 2019 |

### Goleadores
| P  | Nombre | Equipo | G | L | %E | 7m | PJ |
| -- | ------ | ------ | - | - | -- | -- | -- |
| 1  |        |        |   |   |    |    | 7  |
| 2  |        |        |   |   |    |    | 7  |
|    |        |        |   |   |    |    | 7  |
| 4  |        |        |   |   |    |    | 7  |
| 5  |        |        |   |   |    |    | 7  |
| 6  |        |        |   |   |    |    | 7  |
| 7  |        |        |   |   |    |    | 7  |
| 8  |        |        |   |   |    |    | 7  |
| 9  |        |        |   |   |    |    | 7  |
| 10 |        |        |   |   |    |    | 7  |
| 11 |        |        |   |   |    |    | 7  |
|    |        |        |   |   |    |    |    |

Fuente: EHF Archivado el 23 de julio de 2018 en Wayback Machine.
Actualizado: 29 de julio de 2018

### Arqueros
| P  | Nombre | Equipo | %E | A | L | PJ |
| -- | ------ | ------ | -- | - | - | -- |
| 1  |        |        |    |   |   | 7  |
| 2  |        |        |    |   |   | 7  |
| 3  |        |        |    |   |   | 7  |
| 4  |        |        |    |   |   | 7  |
| 5  |        |        |    |   |   | 7  |
| 6  |        |        |    |   |   | 7  |
| 7  |        |        |    |   |   | 7  |
| 8  |        |        |    |   |   | 7  |
| 9  |        |        |    |   |   | 7  |
| 10 |        |        |    |   |   | 7  |
|    |        |        |    |   |   |    |

Fuente: EHF Archivado el 23 de julio de 2018 en Wayback Machine.
Actualizado: 29 de julio de 2018

### Asistencias
| P  | Nombre | Equipo | A | PJ | APP |
| -- | ------ | ------ | - | -- | --- |
| 1  |        |        |   |    |     |
| 2  |        |        |   |    |     |
| 3  |        |        |   |    |     |
| 4  |        |        |   |    |     |
| 5  |        |        |   |    |     |
| 6  |        |        |   |    |     |
| 7  |        |        |   |    |     |
| 8  |        |        |   |    |     |
| 9  |        |        |   |    |     |
| 10 |        |        |   |    |     |
| 11 |        |        |   |    |     |
|    |        |        |   |    |     |

Fuente: EHF Archivado el 23 de julio de 2018 en Wayback Machine.
Actualizado: 29 de julio de 2018

## Premios
El equipo ideal y el Jugador Más Valioso (MVP) fueron anunciados el último día de la competencia (29 de julio de 2018).
| EQUIPO IDEAL           | EQUIPO IDEAL | EQUIPO IDEAL |
| ---------------------- | ------------ | ------------ |
| Posición               | Jugador      | Equipo       |
| Arquero                |              |              |
| Extremo Izquierdo      |              |              |
| Lateral Izquierdo      |              |              |
| Central                |              |              |
| Lateral Derecho        |              |              |
| Extremo Derecho        |              |              |
| Pívot                  |              |              |
| MVP                    |              |              |
|                        |              |              |
| Especialista defensivo |              |              |
|                        |              |              |
| Goleador               |              |              |
|                        |              |              |

| Predecesor: Croacia 2016 | Europeo de Balonmano Sub-18 XIV edición Croacia 2018 | Sucesor: Por definirse 2020 |